# Zépa
Zépa est une localité située dans le département de Garango de la province du Boulgou dans la région Centre-Est au Burkina Faso.

## Histoire
Zépa est un village fondé au XIXe siècle par l'ethnie Bissa. Dans la première moitié du XXe siècle, l'onchocercose sévissant autour du lac de Bagré entraîne l'abandon de nombreux villages bissa situés au sud du département, dont Zépa, avant leur repeuplement au tournant des années 2000.

## Santé et éducation
Le centre de soins le plus proche de Zépa est le centre de santé et de promotion sociale (CSPS) de Sanogho tandis que le centre médical avec antenne chirurgicale (CMA) se trouve à Garango.
Le village possède un centre d'alphabétisation.